# Вассен, Кристина
Кристина Вассен (нем. Christina Wassen; род. 12 января 1999, Эшвайлер, Северный Рейн-Вестфалия) — немецкая прыгунья в воду, чемпионка Европы 2019 года, призёр чемпионатов Европы.

## Биография
Кристина Вассен начала заниматься прыжками в воду с пяти лет и в детстве тренировалась в спортивном клубе SV Neptun Aachen. Её младшая сестра Елена также стала заниматься прыжками и их тренировки проходили совместно. После ликвидации спортивного клуба, девушки перешли тренироваться в городской спортивный луб Аахена. С 2012 года работают и тренируются в Берлине.
Вассен уже в юниорском возрасте достигла определённого спортивного успеха.  Кристина является чемпионкой Германии и многочисленным призёром национального первенства по прыжкам в воду. Кроме того, она выиграла две золотые, четыре серебряные и две бронзовые медали на юниорских чемпионатах мира и Европы. В июле 2016 года она была признана молодой спортсменкой месяца в Берлине. 
На чемпионате Европы по водным видам спорта, в 2018 году в Глазго, она завоевала бронзовую медаль в миксте с вышки в паре с Флорианом Фандлером.
На Кубке Мира 2021 года в Японии, Вассен в прыжках с вышки и в синхронных прыжках с вышки завоевала для своей страны лицензии на Игры в Токио. В мае 2021 года, на чемпионате Европы по водным видам спорта, который состоялся в Венгрии, Кристина в командных соревнованиях стала бронзовым призёром чемпионата.
На Европейских играх 2023 года в паре с сестрой Еленой стала чемпионкой Европейских игр с 10-метровой синхронной вышки, а также завоевала серебро в прыжках с 10-метрового трамплина.